# メトーカケフ
株式会社メトーカケフは、鉄鋼2次製品を扱う加工製造会社。 戦後まもない1948年（昭和23年）に創業者である掛布静雄がトタンの販売を始めたことが最初の事業となる。
1958年（昭和33年）に合資会社掛布金属材料店として法人化される。以後 板金建築材料を起点とし、鉄鋼1次製品（鋼材等）・コイルセンター・住宅部材製作・スチールハウス等、鉄鋼製品を多岐に扱う会社へと展開する。

## 現在のグループ構成
- 株式会社メトーカケフ - 鉄鋼2次製品を扱うグループ中核会社。
  - 建材事業部 - 板金建築材料を扱う事業部。主取引先は総合建設会社、建築板金業者、エクステリア業者等。
  - 鋼板事業部 - コイルセンター事業を扱う。主取引先は家電メーカー、自動車関連会社、商社等。
  - 住宅事業部 - 住宅部材 スチールハウス販売。主取引先はトヨタホーム、東建コーポレーション等。
- 株式会社スタールカケフ - 鉄鋼1次製品を扱う (株)メトーカケフの兄弟会社。
- 株式会社フェールカケフ - スチールハウス住宅建築会社。株式会社メトーカケフの子会社にして、住宅事業部のパートナー。
- ジャパンメタルビルディングシステムズ - インドベンガルールに拠点を置く出資会社。